# Klassenkörper
In der algebraischen Zahlentheorie versteht man unter einem Klassenkörper {\displaystyle K} über einem vorgegebenen algebraischen Zahlkörper {\displaystyle k} eine Galoissche Erweiterung {\displaystyle K/k}, deren Automorphismengruppe {\displaystyle \operatorname {Gal} (K/k)} zu einer verallgemeinerten Idealklassengruppe {\displaystyle {\mathcal {C}}_{k}} des Grundkörpers {\displaystyle k} isomorph ist. Der Isomorphismus {\displaystyle \operatorname {Gal} (K/k)\simeq {\mathcal {C}}_{k}} motiviert die Bezeichnung von {\displaystyle K} als Klassenkörper. Da jede verallgemeinerte Idealklassengruppe {\displaystyle {\mathcal {C}}_{k}} eine abelsche (kommutative) Gruppe ist, sind alle Klassenkörper {\displaystyle K} von {\displaystyle k} abelsche Erweiterungen. Diese Verallgemeinerungen der gewöhnlichen Klassengruppe {\displaystyle {\mathcal {I}}_{k}/{\mathcal {H}}_{k}}, also des Quotienten der Gruppe der gebrochenen Ideale von {\displaystyle k} nach der Untergruppe der Hauptideale, müssen im nachfolgenden Abschnitt genau beschrieben werden, um die Klassenkörper über {\displaystyle k} präzise definieren zu können.

## Verallgemeinerte Idealklassengruppen
Eine verallgemeinerte Idealklassengruppe {\displaystyle {\mathcal {C}}_{k}} eines algebraischen Zahlkörpers {\displaystyle k} mit Ganzheitsring {\displaystyle {\mathcal {O}}_{k}} wird folgendermaßen definiert.
Es sei {\displaystyle {\mathfrak {m}}_{0}} ein ganzes Ideal von {\displaystyle {\mathcal {O}}_{k}}, also {\displaystyle {\mathfrak {m}}_{0}={\mathfrak {p}}_{1}^{v_{1}}\cdots {\mathfrak {p}}_{t}^{v_{t}}} mit {\displaystyle t\geq 0}, Primidealen {\displaystyle {\mathfrak {p}}_{1},\ldots ,{\mathfrak {p}}_{t}} von {\displaystyle {\mathcal {O}}_{k}} und positiven ganzen Exponenten {\displaystyle v_{i}\geq 1}. ({\displaystyle v_{1},\ldots ,v_{t}} können als Werte {\displaystyle v_{1}({\mathfrak {m}}_{0}),\ldots ,v_{t}({\mathfrak {m}}_{0})} von nicht-archimedischen Stellen von {\displaystyle k} aufgefasst werden.) Besitzt {\displaystyle k} die Signatur {\displaystyle (r_{1},r_{2})}, mit {\displaystyle r_{1}} reellen Einbettungen und {\displaystyle r_{2}} Paaren von konjugiert-komplexen Einbettungen, und daher den Grad {\displaystyle \lbrack k:\mathbb {Q} \rbrack =r_{1}+2r_{2}}, dann seien {\displaystyle w_{1},\ldots ,w_{s}} mit {\displaystyle 0\leq s\leq r_{1}} reelle archimedische Stellen von {\displaystyle k}. Diese Stellen werden zusammengefasst in einem formalen Kongruenzmodul, der auch Erklärungsmodul oder Divisor genannt wird, {\displaystyle {\mathfrak {m}}={\mathfrak {m}}_{0}\cdot {\mathfrak {m}}_{\infty }} mit dem quadratfreien formalen Produkt {\displaystyle {\mathfrak {m}}_{\infty }=w_{1}\cdots w_{s}}, also
{\displaystyle (1)\qquad {\mathfrak {m}}={\mathfrak {m}}_{0}\cdot {\mathfrak {m}}_{\infty }={\mathfrak {p}}_{1}^{v_{1}}\cdots {\mathfrak {p}}_{t}^{v_{t}}\cdot w_{1}\cdots w_{s}}.
Die Gruppe der zu {\displaystyle {\mathfrak {m}}_{0}} teilerfremden gebrochenen Ideale von {\displaystyle k} wird mit {\displaystyle {\mathcal {I}}_{k}({\mathfrak {m}})} bezeichnet. Sie enthält eine Untergruppe {\displaystyle {\mathcal {H}}_{k}({\mathfrak {m}})} von Hauptidealen, den sogenannten Strahl modulo {\displaystyle {\mathfrak {m}}} von {\displaystyle k}, dessen Elemente {\displaystyle (\alpha )} den folgenden Bedingungen genügen.
- {\displaystyle v_{i}(\alpha -1)\geq v_{i}({\mathfrak {m}}_{0})}, für alle {\displaystyle 1\leq i\leq t}, und
- {\displaystyle w_{j}(\alpha )>0}, für alle {\displaystyle 1\leq j\leq s}.

Diese Bedingungen werden als formale multiplikative Kongruenz {\displaystyle \alpha \equiv 1\,(\mathrm {mod} ^{\times }\,{\mathfrak {m}})} notiert.
Der Quotient
{\displaystyle (2)\qquad {\mathcal {C}}_{k}({\mathfrak {m}})={\mathcal {I}}_{k}({\mathfrak {m}})/{\mathcal {H}}_{k}({\mathfrak {m}})}
heißt Strahlklassengruppe modulo {\displaystyle {\mathfrak {m}}} von {\displaystyle k} und für jede Zwischengruppe {\displaystyle {\mathcal {H}}_{k}({\mathfrak {m}})\leq H\leq {\mathcal {I}}_{k}({\mathfrak {m}})} ist der Quotient
{\displaystyle (3)\qquad {\mathcal {C}}_{k}={\mathcal {I}}_{k}({\mathfrak {m}})/H}
eine verallgemeinerte Idealklassengruppe von {\displaystyle k} im Sinne von H. Weber.
Für den Beweis des Isomorphie-Satzes {\displaystyle \operatorname {Gal} (K/k)\simeq {\mathcal {I}}_{k}({\mathfrak {m}})/H} benötigt man noch die mittels der Frobenius-Automorphismen definierte Artin-Abbildung.

## Frobenius-Automorphismus und Artin-Abbildung
Zunächst sei {\displaystyle K/k} eine beliebige endliche Galois-Erweiterung algebraischer Zahlkörper mit Ganzheitsringen {\displaystyle {\mathcal {O}}_{K}} und {\displaystyle {\mathcal {O}}_{k}}.
Ist dann {\displaystyle {\mathfrak {P}}} ein Primideal von {\displaystyle {\mathcal {O}}_{K}}, welches über einem Primideal {\displaystyle {\mathfrak {p}}} von {\displaystyle {\mathcal {O}}_{k}} liegt, also {\displaystyle {\mathfrak {P}}\cap {\mathcal {O}}_{k}={\mathfrak {p}}}, dann wird die zyklische Galoisgruppe {\displaystyle G=\operatorname {Gal} (({\mathcal {O}}_{K}/{\mathfrak {P}})/({\mathcal {O}}_{k}/{\mathfrak {p}}))} der zugehörigen Erweiterung von endlichen Restklassenkörpern {\displaystyle ({\mathcal {O}}_{K}/{\mathfrak {P}})/({\mathcal {O}}_{k}/{\mathfrak {p}})\simeq \mathbb {F} _{N({\mathfrak {P}})}/\mathbb {F} _{N({\mathfrak {p}})}} durch den lokalen Frobenius-Automorphismus von {\displaystyle {\mathfrak {p}}} mit der Abbildungsvorschrift {\displaystyle fr_{\mathfrak {p}}:\,x\mapsto x^{N({\mathfrak {p}})}} erzeugt, also {\displaystyle G=\langle fr_{\mathfrak {p}}\rangle }. Die Inklusion der Trägheitsuntergruppe (inertia subgroup) in die Zerlegungsuntergruppe (decomposition subgroup) von {\displaystyle {\mathfrak {P}}/{\mathfrak {p}}} bewirkt eine exakte Sequenz {\displaystyle 1\to I({\mathfrak {P}}/{\mathfrak {p}})\to D({\mathfrak {P}}/{\mathfrak {p}})\to G\to 1} und wenn jetzt {\displaystyle {\mathfrak {P}}/{\mathfrak {p}}} unverzweigt bleibt, dann wird {\displaystyle I({\mathfrak {P}}/{\mathfrak {p}})=1} und die Sequenz entartet zu einem Isomorphismus {\displaystyle D({\mathfrak {P}}/{\mathfrak {p}})\simeq G=\langle fr_{\mathfrak {p}}\rangle }, der sich als globaler Frobenius-Automorphismus {\displaystyle D({\mathfrak {P}}/{\mathfrak {p}})=\langle \sigma _{\mathfrak {P}}\rangle \leq \operatorname {Gal} (K/k)} mit der Kongruenzbedingung {\displaystyle \sigma _{\mathfrak {P}}(x)\equiv x^{N({\mathfrak {P}})}\,(\mathrm {mod} \,{\mathfrak {P}})} fortsetzt. Die Frobenius-Automorphismen der zu {\displaystyle {\mathfrak {P}}} konjugierten Primideale {\displaystyle \tau {\mathfrak {P}}/\tau {\mathfrak {p}}={\mathfrak {p}}} mit {\displaystyle \tau \in \operatorname {Gal} (K/k)} sind gegeben durch {\displaystyle \sigma _{\tau {\mathfrak {P}}}=\tau \sigma _{\mathfrak {P}}\tau ^{-1}}. Wenn schließlich {\displaystyle K/k} eine abelsche Erweiterung ist, dann sind alle konjugierten Frobenius-Automorphismen identisch und werden mit {\displaystyle \sigma _{\mathfrak {p}}:=\sigma _{\mathfrak {P}}=\sigma _{\tau {\mathfrak {P}}}} bezeichnet.
Für eine abelsche Erweiterung {\displaystyle K/k} mit Relativdiskriminante {\displaystyle {\mathfrak {D}}}, außerhalb derer ja alle Primideale unverzweigt sind, braucht daher die zugehörige Artin-Abbildung {\displaystyle \sigma =\sigma _{K/k}:\,{\mathcal {I}}_{k}({\mathfrak {D}})\to \operatorname {Gal} (K/k)} aufgrund multiplikativer Fortsetzung nur auf den Primidealen erklärt zu werden durch {\displaystyle {\mathfrak {p}}\mapsto \sigma _{\mathfrak {p}}}, in Termen der globalen Frobenius-Automorphismen. Sie ist ein Epimorphismus mit Kern {\displaystyle H:={\mathcal {H}}_{k}({\mathfrak {D}})\cdot N_{K/k}({\mathcal {I}}_{k}({\mathfrak {D}}))}, also {\displaystyle {\mathcal {I}}_{k}({\mathfrak {D}})/H\simeq \operatorname {Gal} (K/k)}.

## Hauptsätze der Klassenkörpertheorie
Die Hauptsätze in der klassischen ideal-theoretischen Sprechweise wurden 1920 von T. Takagi publiziert und können folgendermaßen formuliert werden.

### Existenz und Eindeutigkeit
Zu einem formalen Kongruenzmodul {\displaystyle {\mathfrak {m}}={\mathfrak {m}}_{0}\cdot {\mathfrak {m}}_{\infty }} von {\displaystyle k} und einer vorgegebenen Zwischengruppe {\displaystyle {\mathcal {H}}_{k}({\mathfrak {m}})\leq H\leq {\mathcal {I}}_{k}({\mathfrak {m}})} gibt es genau eine abelsche Erweiterung {\displaystyle K/k}, in der höchstens Primideale {\displaystyle {\mathfrak {p}}\mid {\mathfrak {m}}_{0}} verzweigt sind und höchstens reelle archimedische Stellen {\displaystyle w\mid {\mathfrak {m}}_{\infty }} komplex werden, die also außerhalb von {\displaystyle {\mathfrak {m}}} unverzweigt ist, sodass
- die Idealnormengruppe {\displaystyle {\mathcal {H}}_{k}({\mathfrak {m}})\cdot N_{K/k}({\mathcal {I}}_{k}({\mathfrak {m}}))} der Erweiterung  {\displaystyle K} mit {\displaystyle H} übereinstimmt und
- die Galoisgruppe {\displaystyle \operatorname {Gal} (K/k)} zur verallgemeinerten Idealklassengruppe {\displaystyle {\mathcal {I}}_{k}({\mathfrak {m}})/H} isomorph ist.

### Führer-Satz
Zu einer endlichen abelschen Erweiterung {\displaystyle K/k} gibt es (genau) einen minimalen Divisor {\displaystyle {\mathfrak {f}}={\mathfrak {m}}_{0}\cdot {\mathfrak {m}}_{\infty }} von {\displaystyle k}, den sogenannten (Relativ-)Führer von {\displaystyle K/k}, sodass die folgenden drei Bedingungen erfüllt sind.
- Ein Primideal {\displaystyle {\mathfrak {p}}} von {\displaystyle {\mathcal {O}}_{k}} ist genau dann verzweigt in {\displaystyle K}, wenn {\displaystyle {\mathfrak {p}}\mid {\mathfrak {m}}_{0}}.
- Eine reelle archimedische Stelle {\displaystyle w} von {\displaystyle k} wird genau dann komplex in {\displaystyle K}, wenn {\displaystyle w\mid {\mathfrak {m}}_{\infty }}.
- Für jedes Vielfache {\displaystyle {\mathfrak {m}}} des Führers {\displaystyle {\mathfrak {f}}}, also für jeden Divisor {\displaystyle {\mathfrak {m}}} von {\displaystyle k} mit {\displaystyle {\mathfrak {f}}\mid {\mathfrak {m}}}, gibt es eine Zwischengruppe {\displaystyle {\mathcal {H}}_{k}({\mathfrak {m}})\leq H\leq {\mathcal {I}}_{k}({\mathfrak {m}})}, sodass {\displaystyle \operatorname {Gal} (K/k)\simeq {\mathcal {I}}_{k}({\mathfrak {m}})/H}.

### Zerlegungs-Satz
Es sei {\displaystyle K/k} eine endliche abelsche Erweiterung mit zugehöriger Idealgruppe {\displaystyle H}, wobei {\displaystyle {\mathcal {H}}_{k}({\mathfrak {m}})\leq H\leq {\mathcal {I}}_{k}({\mathfrak {m}})}, und {\displaystyle {\mathfrak {p}}} sei ein Primideal des Grundkörpers {\displaystyle k}. Ist dann {\displaystyle H_{\mathfrak {p}}} die kleinste {\displaystyle H} enthaltende Idealgruppe von {\displaystyle k}, deren Führer zu {\displaystyle {\mathfrak {p}}} teilerfremd ist, besitzt sie den Index {\displaystyle ({\mathcal {I}}_{k}({\mathfrak {m}}):H_{\mathfrak {p}})=e}, und ist {\displaystyle {\mathfrak {p}}^{f}} die kleinste Potenz von {\displaystyle {\mathfrak {p}}}, die in {\displaystyle H_{\mathfrak {p}}} enthalten ist, dann zerfällt {\displaystyle {\mathfrak {p}}} in {\displaystyle K} in {\displaystyle e}-te Potenzen verschiedener Primideale {\displaystyle {\mathfrak {P}}} vom Relativgrad {\displaystyle f}.

### Anordnungs-Satz
Sind {\displaystyle K_{1}/k} und {\displaystyle K_{2}/k} abelsche Erweiterungen mit Führern {\displaystyle {\mathfrak {f}}_{1}} und {\displaystyle {\mathfrak {f}}_{2}} und ist {\displaystyle {\mathfrak {m}}} ein gemeinsames Vielfaches von {\displaystyle {\mathfrak {f}}_{1}} und {\displaystyle {\mathfrak {f}}_{2}} (zum Beispiel, aber nicht zwingend, das kleinste gemeinsame Vielfache) mit entsprechenden Zwischengruppen {\displaystyle {\mathcal {H}}_{k}({\mathfrak {m}})\leq H_{1},H_{2}\leq {\mathcal {I}}_{k}({\mathfrak {m}})}, dann gilt das Antitonie-Prinzip:
{\displaystyle (4)\qquad K_{1}\geq K_{2}} genau dann, wenn {\displaystyle H_{1}\leq H_{2}}.
Die logische Struktur dieser Sätze ist für Unterrichtszwecke von H. Hasse und A. Scholz in besonders vorbildlicher didaktischer und propädeutischer Weise noch weiter aufgegliedert worden.

## Strahlklassenkörper
Die maximale außerhalb von {\displaystyle {\mathfrak {m}}} unverzweigte abelsche Erweiterung {\displaystyle F_{\mathfrak {m}}(k)} von {\displaystyle k} entspricht nach dem Anordnungssatz der minimalen Zwischengruppe {\displaystyle {\mathcal {H}}_{k}({\mathfrak {m}})=H<{\mathcal {I}}_{k}({\mathfrak {m}})}, also dem Strahl modulo {\displaystyle {\mathfrak {m}}} von {\displaystyle k}, und heißt der Strahlklassenkörper modulo {\displaystyle {\mathfrak {m}}} von {\displaystyle k} mit Galoisgruppe {\displaystyle \operatorname {Gal} (F_{\mathfrak {m}}(k)/k)\simeq {\mathcal {I}}_{k}({\mathfrak {m}})/{\mathcal {H}}_{k}({\mathfrak {m}})} isomorph zur Strahlklassengruppe modulo {\displaystyle {\mathfrak {m}}} von {\displaystyle k}. Jede andere außerhalb von einem Teiler {\displaystyle {\mathfrak {f}}\mid {\mathfrak {m}}} unverzweigte abelsche Erweiterung {\displaystyle K} von {\displaystyle k} ist notwendigerweise in {\displaystyle F_{\mathfrak {m}}(k)} enthalten und heißt der zur Idealnormengruppe {\displaystyle H={\mathcal {H}}_{k}({\mathfrak {f}})\cdot N_{K/k}({\mathcal {I}}_{k}({\mathfrak {f}}))} gehörige Klassenkörper von {\displaystyle k}. Es sei ausdrücklich hervorgehoben, dass somit der Strahlklassenkörper {\displaystyle F_{\mathfrak {m}}(k)} ein ganzes (im Allgemeinen nur partiell aber nicht total geordnetes) Netzwerk von kleineren Strahlklassenkörpern {\displaystyle F_{\mathfrak {f}}(k)} umfasst, entsprechend dem kompletten Teilerverband {\displaystyle {\mathfrak {f}}\mid {\mathfrak {m}}} des Kongruenzmoduls {\displaystyle {\mathfrak {m}}}.

## Unverzweigte Erweiterungen
Im Sonderfall des Eins-Ideals {\displaystyle {\mathfrak {m}}=(1)={\mathcal {O}}_{k}} als Kongruenzmodul entartet der Strahl modulo {\displaystyle {\mathfrak {m}}} zur Hauptidealgruppe {\displaystyle {\mathcal {H}}_{k}({\mathfrak {m}})={\mathcal {H}}_{k}}
und der Existenz- und Eindeutigkeitssatz liefert das folgende spezielle Ergebnis. Es existiert genau eine maximale überall unverzweigte abelsche Erweiterung {\displaystyle F_{1}(k)/k}, deren Galoisgruppe {\displaystyle \operatorname {Gal} (F_{1}(k)/k)\simeq {\mathcal {I}}_{k}/{\mathcal {H}}_{k}} isomorph zur gewöhnlichen Idealklassengruppe von {\displaystyle k} ist. Sie heißt Hilbertscher Klassenkörper von {\displaystyle k} und für sie gilt der spezielle Zerlegungssatz: Ein Primideal {\displaystyle {\mathfrak {p}}} von {\displaystyle {\mathcal {O}}_{k}} ist in {\displaystyle F_{1}(k)} genau dann voll zerlegt, wenn es ein Hauptideal ist. Bei voller Zerlegung ist nämlich die Gruppe {\displaystyle D({\mathfrak {P}}/{\mathfrak {p}})=1} trivial, also auch der Frobenius-Automorphismus {\displaystyle \sigma _{\mathfrak {p}}=1} und {\displaystyle {\mathfrak {p}}\in \ker(\sigma )={\mathcal {H}}_{k}} liegt im Kern
der Artin-Abbildung.
Nimmt man weiterhin den trivialen Erklärungsmodul {\displaystyle {\mathfrak {m}}=(1)}, vergrößert aber die Zwischengruppe
{\displaystyle {\mathcal {H}}_{k}\leq H\leq {\mathcal {I}}_{k}} derart, dass {\displaystyle H/{\mathcal {H}}_{k}} für eine vorgegebene Primzahl {\displaystyle p} genau der Nicht-{\displaystyle p}-Anteil von {\displaystyle {\mathcal {I}}_{k}/{\mathcal {H}}_{k}} ist, dann folgt die Existenz genau einer maximalen überall unverzweigten abelschen {\displaystyle p}-Erweiterung {\displaystyle F_{p,1}(k)/k}, deren Galoisgruppe {\displaystyle \operatorname {Gal} (F_{p,1}(k)/k)\simeq {\mathcal {C}}_{p,k}=Syl_{p}({\mathcal {C}}_{k})} isomorph zur Sylow {\displaystyle p}-Untergruppe der Idealklassengruppe von {\displaystyle k} ist. Sie heißt Hilbertscher {\displaystyle p}-Klassenkörper von {\displaystyle k}. Nach dem Anordnungssatz ist {\displaystyle k\leq F_{p,1}(k)\leq F_{1}(k)}. Durch die iterierte Konstruktion der Folge von höheren {\displaystyle p}-Klassenkörpern entsteht der {\displaystyle p}-Klassenkörperturm. Im Gegensatz zu den in diesem Artikel behandelten durchwegs abelschen Klassenkörpern über dem Grundkörper, ist der Turm jedoch ein nicht-abelsches Phänomen.
Schließlich sei noch die Situation betrachtet, dass zwar sämtliche Primideale {\displaystyle {\mathfrak {p}}} von {\displaystyle {\mathcal {O}}_{k}}, also anders ausgedrückt die nicht-archimedischen Stellen von {\displaystyle k}, in der abelschen Erweiterung {\displaystyle K/k} unverzweigt bleiben müssen, dass jedoch die reellen archimedischen Stellen {\displaystyle w_{1},\ldots ,w_{r_{1}}} in Paare von konjugiert-komplexen archimedischen Stellen zerfallen oder, wie man auch sagt, verzweigen dürfen. Unter Zugrundelegung des formalen Divisors {\displaystyle {\mathfrak {m}}_{\infty }:=w_{1}\cdots w_{r_{1}}} bleibt zwar {\displaystyle {\mathcal {I}}_{k}({\mathfrak {m}}_{\infty })={\mathcal {I}}_{k}} wie oben, aber die Untergruppe der Hauptideale {\displaystyle {\mathcal {H}}_{k}^{+}:={\mathcal {H}}_{k}({\mathfrak {m}}_{\infty })\leq {\mathcal {H}}_{k}} sowie deren Nebenklassen werden durch die Positivitäts-Bedingungen in der formalen multiplikativen Kongruenz im Allgemeinen eingeengt, und es gibt eine eindeutig bestimmte maximale an allen nicht-archimedischen Stellen von {\displaystyle k} unverzweigte abelsche Erweiterung {\displaystyle K^{+}/k}, sodass die Galoisgruppe {\displaystyle \operatorname {Gal} (K^{+}/k)\simeq {\mathcal {C}}_{k}^{+}={\mathcal {I}}_{k}/{\mathcal {H}}_{k}^{+}} isomorph zur Gruppe der engeren Idealklassen von {\displaystyle k} ist. Diese wird in der Literatur auch (etwas irreführend) als engere Klassengruppe bezeichnet, aber die engere Klassenzahl {\displaystyle h_{k}^{+}} kann bis zu {\displaystyle 2^{r_{1}}} mal größer als die gewöhnliche Klassenzahl {\displaystyle h_{k}} sein. {\displaystyle K^{+}} heißt der engere Hilbertsche Klassenkörper von {\displaystyle k}. Nach dem Anordnungssatz ist {\displaystyle k\leq F_{1}(k)\leq K^{+}}.

## Ringklassenkörper
Nimmt man für eine positive ganze Zahl {\displaystyle f\geq 1} das Hauptideal {\displaystyle f{\mathcal {O}}_{k}} als Kongruenzmodul {\displaystyle {\mathfrak {m}}=f} und den sogenannten Ring modulo {\displaystyle f} von {\displaystyle k}, {\displaystyle H={\mathcal {R}}_{k}(f):=\mathbb {Q} ^{\times }(f)\cdot {\mathcal {H}}_{k}(f)}, als Zwischengruppe {\displaystyle {\mathcal {H}}_{k}(f)\leq H\leq {\mathcal {I}}_{k}(f)} zwischen dem Strahl modulo {\displaystyle f} und der zu {\displaystyle f} teilerfremden Idealgruppe von {\displaystyle k}, dann erhält man als zugehörigen Klassenkörper {\displaystyle K_{f}} den Ringklassenkörper modulo {\displaystyle f} von {\displaystyle k} mit Galoisgruppe {\displaystyle \operatorname {Gal} (K_{f}/k)\simeq {\mathcal {I}}_{k}(f)/{\mathcal {R}}_{k}(f)} isomorph zur Ringklassengruppe modulo {\displaystyle f} von {\displaystyle k}. Diese Begriffsbildung erweist sich besonders für (imaginäre und reelle) quadratische Grundkörper {\displaystyle k=\mathbb {Q} ({\sqrt {d}})} als hilfreich, weil für eine ungerade Primzahl {\displaystyle p} der {\displaystyle p}-Ringklassenkörper {\displaystyle K_{p,f}} modulo {\displaystyle f} von {\displaystyle k} nur Normalkörper {\displaystyle k\leq N\leq K_{p,f}} mit Diedergruppe der Ordnung {\displaystyle 2p} als absoluter Galoisgruppe {\displaystyle \operatorname {Gal} (N/\mathbb {Q} )} enthält aber keine Komposita von {\displaystyle k} mit zyklischen Zahlkörpern vom Grad {\displaystyle p} und keine nicht-Galoisschen Zwischenkörper. Der {\displaystyle p}-Ringklassenkörper ist im {\displaystyle p}-Strahlklassenkörper modulo {\displaystyle f} enthalten, {\displaystyle k\leq K_{p,f}\leq F_{p,f}(k)}, aber nur letzterer umfasst die genannten Komposita und nicht-Galoisschen Zwischenkörper.

## Idele-theoretische Neuformulierung
Die Notwendigkeit, für den Vergleich zweier verschiedener abelscher Erweiterungen {\displaystyle K_{1}/k} und {\displaystyle K_{2}/k} mit Führern {\displaystyle {\mathfrak {f}}_{1}} und {\displaystyle {\mathfrak {f}}_{2}} ein gemeinsames Vielfaches {\displaystyle {\mathfrak {m}}} von {\displaystyle {\mathfrak {f}}_{1}} und {\displaystyle {\mathfrak {f}}_{2}} als Erklärungsmodul finden zu müssen, wird in der modernen Mathematik als veraltet betrachtet, vor allem von französischen Mathematikern. Sie kann nämlich mit Hilfe der durch den französischen Mathematiker C. Chevalley eingeführten eleganteren Begriffe der Idelgruppe {\displaystyle I_{k}} und Idelklassengruppe {\displaystyle C_{k}} anstelle der Idealgruppe {\displaystyle {\mathcal {I}}_{k}} und Idealklassengruppe {\displaystyle {\mathcal {C}}_{k}} eines Zahlkörpers {\displaystyle k} vermieden werden. Außerdem erlauben diese allgemeineren Begriffe auch die zwanglose Behandlung unendlicher Erweiterungen {\displaystyle K/k}, allerdings unter Berücksichtigung der zusätzlichen topologischen Struktur. Die Hauptsätze der Klassenkörpertheorie in der modernen idele-theoretischen Sprechweise lauten dann folgendermaßen.

### Existenz und Eindeutigkeit
Zu jeder offenen (und zugleich abgeschlossenen) Zwischengruppe {\displaystyle k^{\times }\leq H\leq I_{k}} mit endlichem Index {\displaystyle (I_{k}:H)} zwischen der Hauptidelgruppe {\displaystyle k^{\times }} und der Idelgruppe {\displaystyle I_{k}} existiert genau eine abelsche Erweiterung {\displaystyle K/k}, sodass die Idelnormengruppe {\displaystyle k^{\times }\cdot N_{K/k}(I_{K})} der Erweiterung {\displaystyle K} mit {\displaystyle H} übereinstimmt.
Oder äquivalent mit der Idelklassengruppe statt mit der Idelgruppe ausgedrückt:
Zu jeder offenen (und zugleich abgeschlossenen) Untergruppe {\displaystyle H\leq C_{k}} mit endlichem Index {\displaystyle (C_{k}:H)} gibt es genau eine abelsche Erweiterung {\displaystyle K/k}, sodass die Idelklassennormengruppe {\displaystyle N_{K/k}(C_{K})} der Erweiterung {\displaystyle K} mit {\displaystyle H} übereinstimmt.
Für die Miteinbeziehung unendlicher Erweiterungen benötigt man die Zusammenhangskomponente {\displaystyle D_{k}} der Hauptklasse {\displaystyle k^{\times }} in der Idelklassengruppe {\displaystyle C_{k}=I_{k}/k^{\times }}:
Zu jeder abgeschlossenen Zwischengruppe {\displaystyle D_{k}\leq H\leq C_{k}} (also mit total unzusammenhängendem Quotienten {\displaystyle C_{k}/H})
existiert genau eine abelsche Erweiterung {\displaystyle K/k}, sodass {\displaystyle \operatorname {Gal} (K/k)\simeq C_{k}/H}.

### Umkehr-Satz
Zu jeder endlichen abelschen Erweiterung {\displaystyle K/k} gibt es einen Isomorphismus der Galoisgruppe {\displaystyle \operatorname {Gal} (K/k)} zur Normklassengruppe {\displaystyle I_{k}/(k^{\times }\cdot N_{K/k}(I_{K}))\simeq C_{k}/N_{K/k}(C_{K})} der Idelgruppe {\displaystyle I_{K}} beziehungsweise der Idelklassengruppe {\displaystyle C_{K}} der Erweiterung {\displaystyle K}. Eine nicht-archimedische Stelle, also ein Primideal, {\displaystyle {\mathfrak {p}}} des Grundkörpers {\displaystyle k} ist genau dann unverzweigt in der Erweiterung {\displaystyle K}, wenn die lokalen {\displaystyle {\mathfrak {p}}}-adischen Einheiten {\displaystyle U_{\mathfrak {p}}\leq k^{\times }\cdot N_{K/k}(I_{K})} in der Idelnormengruppe von {\displaystyle K} enthalten sind. Eine reelle archimedische Stelle {\displaystyle w} des Grundkörpers {\displaystyle k} bleibt genau dann reell in der Erweiterung {\displaystyle K}, wenn die lokalen {\displaystyle w}-Einheiten {\displaystyle (\mathbb {R} _{+}^{\times })_{w}\leq k^{\times }\cdot N_{K/k}(I_{K})} in der Idelnormengruppe enthalten sind.
Unter Miteinbeziehung unendlicher Erweiterungen kann man den Satz neu formulieren:
Zu jeder beliebigen abelschen Erweiterung {\displaystyle K/k} gibt es eine abgeschlossene Zwischengruppe {\displaystyle D_{k}\leq H\leq C_{k}}, sodass {\displaystyle \operatorname {Gal} (K/k)\simeq C_{k}/H}. Eine nicht-archimedische oder reelle archimedische Stelle {\displaystyle w} des Grundkörpers {\displaystyle k} bleibt genau dann unverzweigt in der Erweiterung {\displaystyle K}, wenn {\displaystyle k^{\times }\cdot U_{w}/k^{\times }\leq H}.

### Anordnungs-Satz
Sind {\displaystyle K_{1}/k} und {\displaystyle K_{2}/k} endliche abelsche Erweiterungen, dann gilt das Antitonie-Prinzip:
{\displaystyle (5)\qquad K_{1}\geq K_{2}} genau dann, wenn {\displaystyle k^{\times }\cdot N_{K_{1}/k}(I_{K_{1}})\leq k^{\times }\cdot N_{K_{2}/k}(I_{K_{2}})}.

### Hilbertscher Klassenkörper
Gemäß Umkehrsatz ist eine abelsche Erweiterung {\displaystyle K/k} überall unverzweigt, wenn das Produkt aller lokalen Einheiten {\displaystyle U:=\prod _{w}\,U_{w}} in der Idelnormengruppe {\displaystyle k^{\times }\cdot N_{K/k}(I_{K})} von {\displaystyle K} enthalten ist. Insbesondere muss für die maximale überall unverzweigte abelsche Erweiterung {\displaystyle F(k)/k} laut Anordnungssatz die zugehörige Zwischengruppe von Idelen minimal sein, also {\displaystyle H=k^{\times }\cdot N_{K/k}(I_{K})=k^{\times }\cdot U}, woraus sich eine ganz fundamentale Isomorphie der Galoisgruppe von {\displaystyle F(k)/k},
{\displaystyle (6)\qquad \operatorname {Gal} (F(k)/k)\simeq I_{k}/k^{\times }\cdot N_{K/k}(I_{K})=I_{k}/k^{\times }\cdot U\simeq {\mathcal {I}}_{k}/{\mathcal {H}}_{k}={\mathcal {C}}_{k}},
zur (gewöhnlichen) Idealklassengruppe des Grundkörpers {\displaystyle k} ergibt, weil die kanonische Projektion {\displaystyle I_{k}\to {\mathcal {I}}_{k}} den Kern {\displaystyle U} besitzt und {\displaystyle k^{\times }} in {\displaystyle {\mathcal {H}}_{k}} abbildet.
Diese maximale überall unverzweigte abelsche Erweiterung von {\displaystyle k} wird der Hilbertsche Klassenkörper von k genannt.

## Satz von Kronecker, Weber und Hilbert
L. Kronecker hat 1853 festgestellt, dass jeder absolut abelsche Zahlkörper {\displaystyle K}, also mit kommutativer Galoisgruppe {\displaystyle \operatorname {Gal} (K/\mathbb {Q} )} über dem rationalen Zahlkörper, in einem Kreisteilungskörper (zyklotomischen Körper) enthalten ist, aber sein Beweis war unvollständig. H. Weber schlug 1886 einen neuen Beweis vor, der aber ebenfalls noch eine Lücke hatte. Erst D. Hilbert gelang 1896 der vollständige Beweis dieses Kronecker-Weber-Theorems.
Im Rahmen der Theorie der Kreiskörper, aufgefasst als Strahlklassenkörper über {\displaystyle \mathbb {Q} } kann der Satz relativ leicht bewiesen werden. Es sei also {\displaystyle n\geq 1} eine positive ganze Zahl und {\displaystyle \zeta _{n}} eine primitive {\displaystyle n}-te Einheitswurzel (etwa {\displaystyle \mathrm {exp} (2\pi {\sqrt {-1}}/n)}), also {\displaystyle K_{n}=\mathbb {Q} (\zeta _{n})} der {\displaystyle n}-te Kreisteilungskörper. Dann ist die Artin-Abbildung {\displaystyle \sigma =\sigma _{\mathbb {Q} (\zeta _{n})/\mathbb {Q} }:\,{\mathcal {I}}_{\mathbb {Q} }(n)\to \operatorname {Gal} (\mathbb {Q} (\zeta _{n})/\mathbb {Q} )}, {\displaystyle p\mapsto \sigma _{p}}, mit {\displaystyle \sigma _{p}(\zeta _{n})=\zeta _{n}^{p}}, für Primzahlen {\displaystyle p\nmid n}, ein Epimorphismus mit Kern {\displaystyle \ker(\sigma )={\mathcal {H}}_{\mathbb {Q} }({\mathfrak {m}})}, wobei der Kongruenzmodul {\displaystyle {\mathfrak {m}}=n\cdot w} die einzige reelle archimedische Stelle {\displaystyle w} von {\displaystyle \mathbb {Q} } enthält, weil diese ja für {\displaystyle n\geq 3} im total-komplexen zyklotomischen Körper {\displaystyle \mathbb {Q} (\zeta _{n})} in Paare von konjugiert-komplexen archimedischen Stellen zerfallen oder, wie man auch sagt, verzweigen muss. Also induziert {\displaystyle \sigma } einen Isomorphismus {\displaystyle {\mathcal {I}}_{\mathbb {Q} }(n\cdot w)/{\mathcal {H}}_{\mathbb {Q} }(n\cdot w)\simeq \operatorname {Gal} (\mathbb {Q} (\zeta _{n})/\mathbb {Q} )\simeq U(\mathbb {Z} /n\mathbb {Z} )} zur primen Restklassengruppe modulo {\displaystyle n}. Ohne die Stelle {\displaystyle w} landet man notgedrungen bei einer total-reellen Erweiterung, nämlich beim maximalen reellen Teilkörper {\displaystyle K_{n}^{+}=\mathbb {Q} (\zeta _{n}+\zeta _{n}^{-1})} des {\displaystyle n}-ten Kreisteilungskörpers {\displaystyle K_{n}=\mathbb {Q} (\zeta _{n})} und {\displaystyle {\mathcal {I}}_{\mathbb {Q} }(n)/{\mathcal {H}}_{\mathbb {Q} }(n)\simeq \operatorname {Gal} (\mathbb {Q} (\zeta _{n}+\zeta _{n}^{-1})/\mathbb {Q} )\simeq U(\mathbb {Z} /n\mathbb {Z} )/\langle -1\rangle }.
Das Kronecker-Weber-Theorem in Termen der Klassenkörpertheorie lautet also folgendermaßen:
Zu jedem absolut abelschen Zahlkörper {\displaystyle K/\mathbb {Q} } gibt es eine positive ganze Zahl {\displaystyle n\geq 1} und eine Idealgruppe {\displaystyle {\mathcal {H}}_{\mathbb {Q} }(n\cdot w)\leq H\leq {\mathcal {I}}_{\mathbb {Q} }(n\cdot w)}, nämlich die Idealnormengruppe {\displaystyle H={\mathcal {H}}_{\mathbb {Q} }(n\cdot w)\cdot N_{K/\mathbb {Q} }({\mathcal {I}}_{K}(n\cdot w))}, sodass {\displaystyle \operatorname {Gal} (K/\mathbb {Q} )\simeq {\mathcal {I}}_{\mathbb {Q} }(n\cdot w)/H}, und nach dem Anordnungssatz muss {\displaystyle K\leq \mathbb {Q} (\zeta _{n})} sein.